# Forsand
Forsand é uma comuna da Noruega, com 772 km² de área e 1 069 habitantes (censo de 2004).         